# Afrodromia bicolor
Afrodromia bicolor är en tvåvingeart som beskrevs av Smith 1969. Afrodromia bicolor ingår i släktet Afrodromia och familjen dansflugor.     Inga underarter finns listade i Catalogue of Life.